# Hélène Preiswerk
Hélène Preiswerk (Basilea, 1881-1911) fue una médium y modista suiza que adquirió relevancia por haber sido una de las pacientes más conocidas del psicólogo y psiquiatra Carl Gustav Jung, y la que inspiró el tema de su tesis doctoral. El psiquiatra e historiador médico Henri Ellenberger, vivamente interesado en el punto de vista de los pacientes, destacó el papel de Preiswerk y el de otros pacientes en la historia de la psiquiatría dinámica en general y en el origen de las enseñanzas teóricas de Jung en particular. 

## Primeros años
Prima materna de Jung, Hélène Preiswerk fue la decimoprimera descendiente de una familia de quince hijos formada por Rudolf Johannes Preiswerk, hermano de la madre de Jung, Emilie, y Celestine Allensbach. Los dos primos tenían como abuelo común al alto mandatario eclesiástico de Basilea Samuel Preiswerk, que afirmaba poseer dotes de médium.
Dotada desde temprana edad de ciertas «habilidades especiales», entre 1895 y 1899 acudió con frecuencia, junto con otros familiares, a sesiones de espiritismo en casa de su primo Carl, quien a su vez estaba fascinado por los «trances» de Helly y quería observarla «en condiciones controladas».

## Contexto sociocultural
La historia de Preiswerk y su actividad como médium resulta más comprensible de entrada si se la incluye en el contexto sociocultural de la Basilea de 1895 a 1900. Una imagen de aquella época sería incompleta si no tuviera en cuenta la extendida práctica del espiritismo. Para muchos, la comunicación con los muertos, apoyada en la telepatía, no desentonaba demasiado con inventos como el telégrafo o el teléfono.
Durante las sesiones, los asistentes y participantes invocaban a los difuntos tanto a través de mesas giratorias importadas de Estados Unidos a Europa como por medio de la escritura automática, bola de cristal, estados alterados de conciencia, glosolalias, etc. La interpretación fluctuaba desde el escepticismo —aun cuando muchos usaban las mesas como una especie de juego de salón— hasta la devoción religiosa, que atribuía los sucesos al Maligno, pasando por la credulidad reconvertida en religión.
Más allá de las prácticas y su interpretación, era evidente la diversidad de manifestaciones psicopatológicas, de interés tanto para la psicología como para la psiquiatría incipientes, y que abarcaban desde la histeria aguda hasta los delirios alucinatorios crónicos. Además del espiritismo, existía un gran interés por el ocultismo.

### «Señorita S. W.»
Jung utilizó el caso de Hélène como tema de su tesis doctoral de 1902, que titularía Zur Psychologie und Pathologie sogenannter okkulter Phänomene (Acerca de la psicología y patología de los llamados fenómenos ocultos). Según el biógrafo Gerhard Wehr, con su discreción Jung deseaba «neutralizar desde el comienzo algunos cuestionamientos críticos que podrían poner en duda la calidad científica del trabajo». Aunque empleaba seudónimos (por ejemplo, se refería a la paciente como «señorita S. W.», «una joven de 15 años», sin declarar su parentesco con ella) y alteró las fechas reales, la familia Preiswerk se indignó al advertir que varios de los personajes descritos correspondían en realidad a algunos de sus miembros, que, salvo el abuelo paterno, no salían bien parados: los tildaba de «débiles mentales», extravagantes, con «inferioridad psicopática» o histéricos. Y de la propia «señorita S. W.» resaltaba:

Tiene una inteligencia mediocre. Carece de aptitudes especiales. No tiene ningún talento para la música. No le gustan los libros, prefiere las labores manuales o estar sentada absorta en sus ensoñaciones (...).

Sin embargo, si bien aparecía enfermiza y de temperamento frágil cuando desarrollaba sus actividades cotidianas, durante las sesiones su personalidad se transformaba hasta asemejarse a la de los espíritus que canalizaba. El tránsito les parecía tan verosímil a los allegados, que entonces eran ellos los que le pedían ayuda a ella.

## Desarrollo de las sesiones espiritistas. Implicaciones en los estudios de psicología
Existen diversos relatos sobre el inicio de las sesiones espiritistas. En 1925, Jung las fechó en 1896, señalando que tenía quince años y medio, y que sus hermanas comentaron que «podía obtener respuestas extraordinarias a las preguntas que le hacían cuando dormía». En el relato publicado por Jung en su tesis, este fecha las sesiones entre 1899 y 1900, pero manteniendo su edad en quince años y medio. Stephanie Zumstein-Preiswerk los data en 1895 y señala que se interrumpieron entre 1896 y 1897, mientras Hélène Preiswerk recibía formación religiosa, y luego se reanudaron entre 1898 y septiembre de 1899.
Durante las sesiones, observaba y registraba todo lo le que le acontecía a la médium. Esta siempre sostuvo que eran realmente los espíritus de fallecidos los que hablaban a través de ella. Por ejemplo, durante un tiempo, el espíritu que guio a S. W. fue su abuelo, el reverendo Samuel Preiswerk. Después aparecieron nuevos espíritus, entre ellos uno que se hacía llamar Ulrich von Gerbenstein. Más tarde cobró relevancia un nuevo espíritu guía, Ivenes. También contaba historias de sus encarnaciones anteriores: una joven seducida por Goethe; Friedericke Hauffe, la famosa vidente de Prevorst; en el siglo XV, Madame de Valours, quemada en la hoguera por bruja; en Roma, había sido una mártir cristiana de la época de Nerón; y en su encarnación más distante, fue amada por el rey David.
En un momento dado, Jung comenzó a percibir que su prima estaba enamorada de él y de que multiplicaba sus revelaciones para complacerlo. Gradualmente sus manifestaciones se volvieron menos claras y más redundantes, hasta que un día fue sorprendida intentando defraudar. Ese fue el punto final a las sesiones.
La disertación de Jung le valió el entusiasmo de Théodore Flournoy, que por entonces, y al igual que otros académicos, coincidía en haber estudiado otras médiums. Jung estaba convencido de que estaba abriendo un nuevo camino en el estudio del alma humana: comprendió que no se trataba de la voz de lo incorpóreo, sino de proyecciones de material inconsciente, es decir, de lo que él llamaba «realidades psicológicas». A su vez, focalizó su interés en el desarrollo de la personalidad de la médium y comprendió que luchaba contra barreras que impedían dicho progreso, formulación inicial de lo que posteriormente denominó proceso de individuación.

## Etapa final en Francia
A Hélène la vida en Basilea se le volvió intolerable. Su madre organizó que aprendiera corte y confección en Basilea, pero finalmente se fue a Montpellier a casa de una tía de su amiga Emmy Zinsstag. Pasó dos años en Francia preparándose, primero en Montpellier y luego en París, viviendo en Versalles y trabajando en la gran ciudad. Una de las hermanas de Helly, Valerie, decidió unirse a ellas en 1902, Carl hacía de acompañante. El día del cumpleaños de Helly, la invitió a ella y a Valerie al teatro.
Durante la etapa parisina, a finales del otoño de 1902, se produjo por lo tanto el reencuentro de Carl con su prima, con la que paseó por la rue Royal o por la plaza de la Concordia. Hélène trabajaba en el mundo de la moda, comprobando Jung que parecía ser muy consciente de su valía. La etapa espiritista finalizó hace ya tiempo. La pequeña Helly, cuya capacidad intelectual parecía estar por debajo de la media, era ahora una joven activa y con éxito en su profesión, y Jung un médico con una futura gran carrera. Posteriormente Jung dejó París para pasar doce días en Inglaterra, y regresó a Suiza para casarse. En cuanto a Helly, se desconoce cuál fue su reacción personal al leer impresa su historia, incluido el juicio de carácter de su primo. A finales de 1903, abandonó París y, con su hermana Valerie, abrió una negocio de modista en Basilea. Según Jung, confeccionaba vestidos de una elegancia excepcional.
Falleció de tuberculosis en 1911, a los 30 años de edad.